# Vật lý phân tử
Vật lý phân tử là bộ môn khoa học nghiên cứu về tính chất vật lý của các phân tử, liên kết hóa học giữa các nguyên tử cũng như động lực học phân tử. Các kỹ thuật thí nghiệm quan trọng nhất của nó là các loại quang phổ khác nhau; tán xạ cũng được sử dụng. Lĩnh vực này liên quan chặt chẽ với vật lý nguyên tử và trùng lặp rất lớn với hóa học lý thuyết, hóa học vật lý và vật lý hóa học.
Ngoài các trạng thái kích thích electron được biết đến từ các nguyên tử, các phân tử thể hiện các chế độ quay và rung có mức năng lượng được lượng tử hóa. Sự khác biệt năng lượng nhỏ nhất tồn tại giữa các trạng thái quay khác nhau: quay quang phổ thuần túy là ở xa khu vực hồng ngoại (bước sóng khoảng 30-150 mm) của quang phổ điện từ. Phổ rung ở vùng hồng ngoại gần (khoảng 1 - 5   µm) và quang phổ do chuyển tiếp điện tử chủ yếu ở vùng khả kiến và tử ngoại. Từ việc đo các đặc tính phổ quay và rung của các phân tử như khoảng cách giữa các hạt nhân có thể được tính toán cụ thể.
Một khía cạnh quan trọng của vật lý phân tử là lý thuyết quỹ đạo nguyên tử thiết yếu trong lĩnh vực vật lý nguyên tử mở rộng sang lý thuyết quỹ đạo phân tử.